# Donald S. Russell
Donald S. Russell (Lafayette megye, 1906. február 22. – Spartanburg, 1998. február 22.) az Amerikai Egyesült Államok szenátora (Dél-Karolina, 1965–1966).